# Taiwanische Billie-Jean-King-Cup-Mannschaft
Die taiwanische Billie-Jean-King-Cup-Mannschaft ist die Tennisnationalmannschaft von Taiwan, die im Billie Jean King Cup eingesetzt wird. Der Billie Jean King Cup (bis 1995 Federation Cup) ist der wichtigste Wettbewerb für Nationalmannschaften im Damentennis, analog dem Davis Cup bei den Herren.

## Geschichte
Erstmals am Billie Jean King Cup teilgenommen hat Taiwan im Jahr 1972. Den bislang größten Erfolg verbuchte das Team 1981 mit dem Erreichen des Achtelfinales.

## Teamchefs (unvollständig)
- Wang Shi-ting

## Spielerinnen der Mannschaft 2016
- Lee Ya-hsuan
- Hsu Ching-wen
- Chuang Chia-jung
- Chan Chin-wei
- Chan Hao-ching
- Chan Yung-jan
- Chang Kai-chen
- Hsieh Su-wei